# 西班牙占屋运动

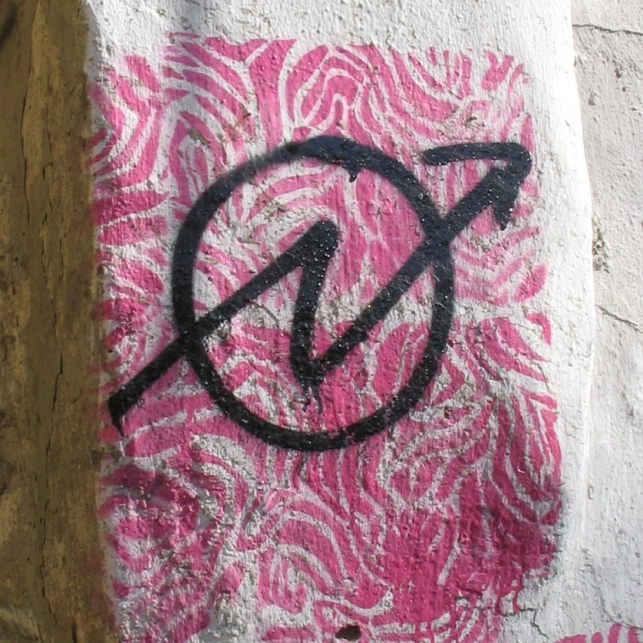
出现在西班牙马拉加的占屋标志

在西班牙，占屋是指未经房主许可占用闲置或废弃的建筑物或土地。在佛朗哥统治时期，外来务工人员住在城市外围的贫民窟中。在西班牙民主转型期间，巴塞罗那、毕尔巴鄂、马德里、巴伦西亚和萨拉戈萨等城市出现了居民占屋现象。从1980年代起，新一代的占屋者建立了自治社会中心，这些中心发起各种活动和运动。1995年，西班牙刑法将占屋行为定为刑事犯罪，但未能遏制这一现象。自治社会中心遍布西班牙全国，特别是在巴塞罗那和马德里。在巴斯克自治区，这些社会中心被称为“加兹特克斯”。